# Steffie Spira

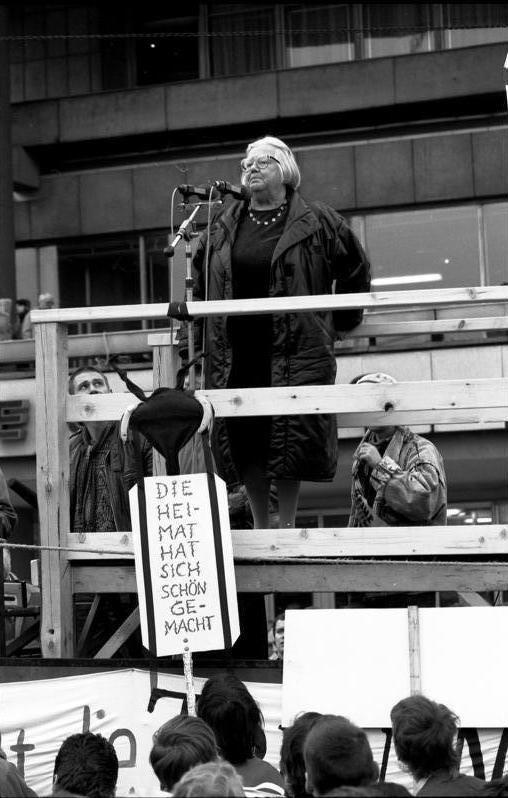
Steffie Spira vid Alexanderplatz 1989.

Steffie Spira, född 2 juni 1908 i Wien, Österrike-Ungern, död 19 maj 1995 i Berlin, Tyskland, var en österrikisk skådespelare, verksam i Tyskland. Hon var dotter till skådespelarna Fritz Spira och Lotte Spira, samt syster till skådespelaren Camilla Spira.
Steffie Spira utbildade sig till skådespelare vid Genossenschaft Deutscher Bühnen-Angehöriger och verkade under 1920-talets slut vid olika teaterscener i Berlin. 1931 blev hon medlem i Tysklands kommunistiska parti, och lämnade Tyskland för Paris 1933 efter NSDAP:s maktövertagande. I Paris uppträdde hon i föreställningar kritiska mot den nya tyska regimen och spelade även Bertolt Brecht. Spira och hennes make Günter Ruschin togs till fånga 1939, men lyckades fly 1941 och reste via Lissabon till Mexiko. 1943 dog hennes far Fritz Spira i ett tyskt läger. Hon återvände till Tyskland 1947 och bosatte sig i Östberlin. Hon var sedan verksam vid Volksbühne fram till 1975 och medverkade i bland annat DEFAs filmproduktioner från 1949. Sin sista filmroll gjorde hon 1992 i Apfelbäume.
Spira var övertygad socialist sedan 1931, men höll kort innan Berlinmurens fall i november 1989 ett uppmärksammat kritiskt tal över DDR-regimen på Alexanderplatz.